# VR-1 Vrabec
Školní reaktor VR-1 „Vrabec“ je lehkovodní výukový jaderný reaktor bazénového typu, který je umístěn v budově těžkých laboratoří MFF UK a Katedry jaderných reaktorů (KJR) Fakulty jaderné a fyzikálně inženýrské (FJFI) ČVUT v pražské Troji. Reaktor slouží jako pomůcka studentům českých i zahraničních technických fakult, především FJFI.

## Historie
Projekt byl zpracován firmou Chemoprojekt Praha na základě výpočtů zaměstnanců FJFI a Škoda Plzeň. Technologické součásti dodala Škoda a stavební součásti Pozemní stavby Praha. Zařízení bylo poprvé spuštěno 3. prosince 1990 a od 1. ledna 1992 je reaktor v trvalém provozu.

## Reaktor a palivo
Reaktor má tepelný výkon pouze 100 W, krátkodobě může dosáhnout až 500 W. Účelem reaktoru ale není produkovat energii, jeho předností je vysoká variabilita aktivní zóny, která umožňuje provádění různých experimentů v rámci výuky studentů FJFI i zahraničních účastníků stáží. 
Od roku 2005 používá školní reaktor palivo s nižším obsahem uranu 235 (20%) ruské výroby (dříve obohacení 36%). Průměr nádoby reaktoru je 2300 mm, výška 4720. Jako stínění se používá demineralizovaná voda a tzv. těžký beton. Reaktor se spouští s pomocí neutronového zdroje typu Am-Be. Díky malému výkonu reaktoru vzniká pouze zanedbatelné množství štěpných produktů – jaderného odpadu.

## Spolupráce
Reaktor využívají studenti 14 fakult českých vysokých škol (z Prahy, Brna, Ostravy, Plzně a Českých Budějovic). Významná je i zahraniční spolupráce – díky reaktoru si mohou jadernou fyziku v praxi vyzkoušet také mladí vědci ze Slovenska, Maďarska, Rakouska, Německa a Francie, nebo dokonce operátoři sloužící na britských jaderných ponorkách.

## Povodně 2002
Budova, ve které je reaktor uložen, leží v blízkosti Vltavy, při velkých povodních v roce 2002 tedy voda v prvním podlaží reaktorové haly vystoupila do výšky asi jeden metr. V té době ale bylo veškeré palivo, neutronové zdroje a jiné nebezpečné zařízení již z tohoto podlaží odneseno. Reaktor byl také v rámci letní odstávky mimo provoz. Při povodních tedy nedošlo k žádné nebezpečné situaci.